# Пруна
Пруна (ісп. Pruna) — муніципалітет в Іспанії, у складі автономної спільноти Андалусія, у провінції Севілья. Населення — 2892 особи (2010).
Муніципалітет розташований на відстані близько 400 км на південь від Мадрида, 85 км на південний схід від Севільї.

## Демографія
Динаміка населення (INE ):

## Галерея зображень

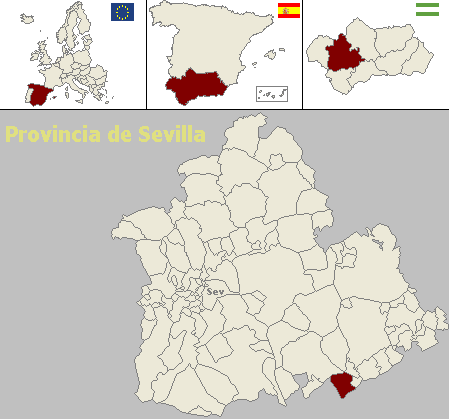
Розташування муніципалітету Пруна у провінції Севілья
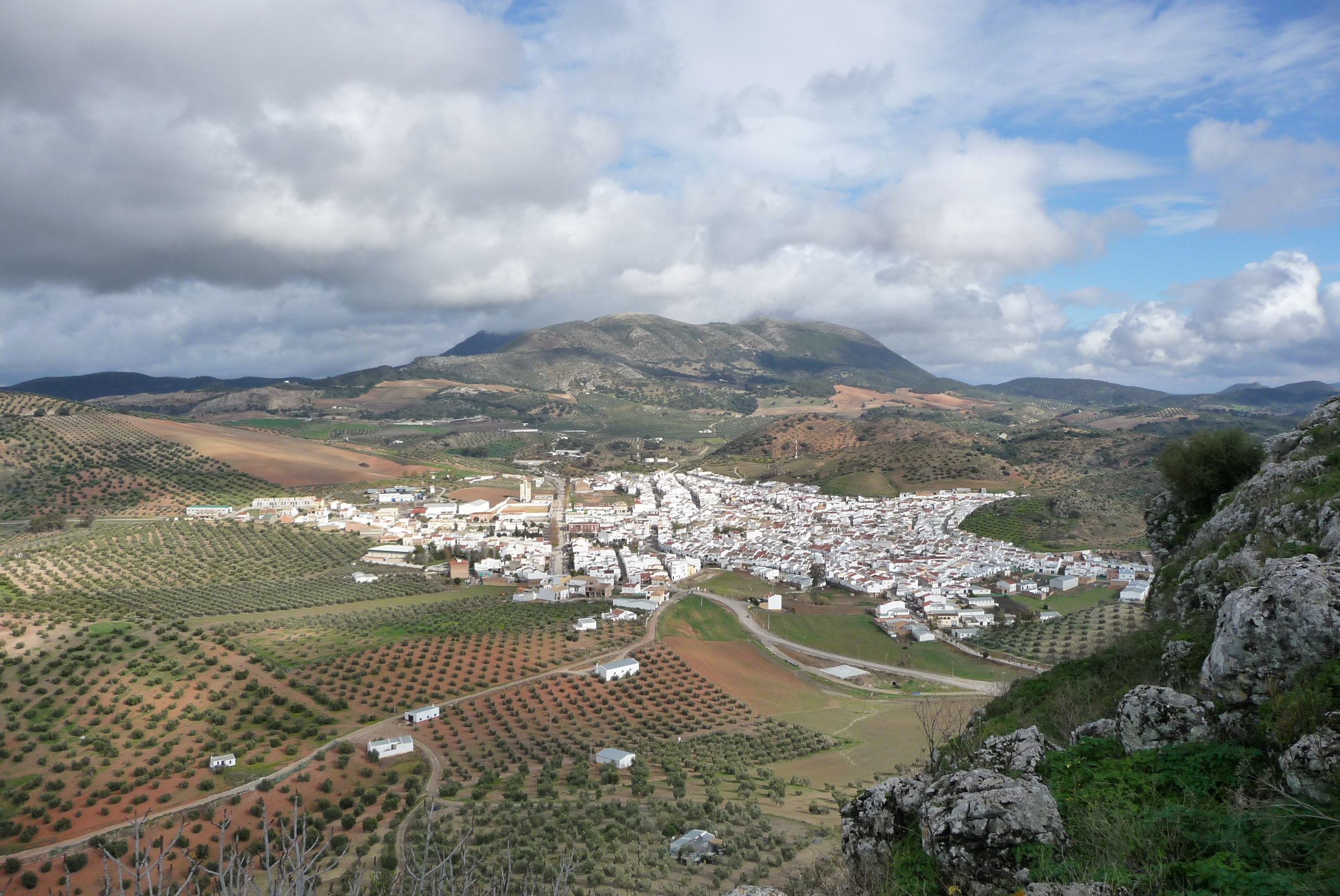
Пруна